# Ostwind LLC
Ostwind LLC (азерб. Ostwind MMC, укр. ТОВ «Оствінд») — міжнародна консалтингова компанія, що спеціалізується на супроводі іноземних студентів, які бажають вступити до закладів вищої освіти в Україні, Туреччині, Польщі, Естонії, Німеччині, Китаї, Канаді та інших країнах Європи.

## Історія
ТОВ "Оствінд" — українська компанія, заснована 2008 року Др. Джафаров Фаррухом у місті Харкові. Назва компанії походить від німецького слова «Ostwind», що означає східний вітер і символізує місце розташування компанії у східній частині України.
Компанія була створена з метою допомоги іноземним студентам, які прагнуть отримати якісну освіту за кордоном, подолати мовні та юридичні бар'єри, забезпечити супровід та підтримку під час усього періоду навчання.
Сьогодні Ostwind представлений як:
- ТОВ «Оствінд» — зареєстрована юридична особа в Україні;
- Ostwind MMC — офіційне представництво в Азербайджані;
- Ostwind LLC — компанія, зареєстрована в Естонії.

## Діяльність
Компанія ТОВ "Оствінд" здійснює широкий спектр послуг:
- Якісний підбір вищого навчального закладу відповідно до побажань та фінансових можливостей студента.
- Інформаційно-консультаційний супровід з питань вступу та перебування в країні навчання.
- Підготовка документів, переклад, легалізація, засвідчення.
- Супровід у правових, візових та побутових питаннях під час навчання.
- Допомога з підбором житла та укладенням договорів.
- Представлення інтересів студента у державних, медичних, освітніх та банківських установах.
- Консультації з відкриття банківських рахунків, валютних операцій.
- Організація вивчення української чи російської мови (індивідуально або в групі).
- Повний супровід навчального процесу, включаючи вирішення особистих питань.
- Медичне страхування, профілактичні огляди.

Окрім освітнього супроводу, компанія також здійснює:
- консультації з питань комерційної діяльності та управління;
- діяльність у сфері перекладів, рекрутингу, краси, обліку, аудиту;
- програмування, інформаційні та інші професійні послуги.

## StudyInUkraine
StudyInUkraine — ключовий освітній проєкт компанії Ostwind, створений для оптимізації процесу вступу іноземних студентів до університетів України та Європи. Включає:
- Онлайн-реєстрацію;
- Інтеграцію з університетськими базами;
- Автоматизацію контрактів та перевірок;
- Супровід студентів;
- Android-додаток.

## Платформи
- inukraine.study — платформа для онлайн-реєстрації;
- telebe.biz.ua — портал для Азербайджану;
- ostwind.az — представництво в Азербайджані.

## Університети-партнери
- Державний біотехнологічний університет
- Національний університет цивільного захисту України
- Національний технічний університет «Харківський політехнічний інститут»
- Харківський національний медичний університет
- Тернопільський національний медичний університет
- Національний аерокосмічний університет «Харківський авіаційний інститут»
- Харківський національний педагогічний університет імені Г. С. Сковороди
- Харківський національний університет імені В. Н. Каразіна
- Харківський національний університет внутрішніх справ
- Український державний університет залізничного транспорту
- Міжнародний гуманітарний університет
- Рівненський державний гуманітарний університет
- Одеський національний медичний університет
- Сумський державний університет
- Західноукраїнський національний університет

## ЗМІ про Ostwind
- How a Neurosurgeon Built an International EdTech Platform (англ.). Medium. 15 травня 2024.